# Parafia św. Ludwika Króla i Wniebowzięcia Najświętszej Maryi Panny w Katowicach
Parafia św. Ludwika Króla i Wniebowzięcia NMP w Katowicach-Panewnikach – katolicka parafia w dekanacie Katowice Panewniki. Została erygowana 12 lutego 1934. Liczy 18.500 wiernych.

## Historia
Duszpasterstwo w parafii prowadzą ojcowie franciszkanie z Prowincji Wniebowzięcia NMP, którzy przybyli do Panewnik w 1902. Na początku wybudowali Grotę Lourdzką, a następnie rozpoczęli budowę klasztoru i kościoła (konsekracja kościoła miała miejsce 19 lipca 1908, a od 12 listopada 1974 roku kościół posiada tytuł bazyliki mniejszej).

## Wspólnoty i ruchy
Przy parafii działają następujące wspólnoty i ruchy religijne:
- Franciszkański Zakon Świeckich
- Żywy Różaniec
- Grupa AA
- Chór bazylikowy im. św. Grzegorza
- Schola liturgiczna
- Dzieci Maryi
- Franciszkański Ośrodek Duszpasterstwa Akademickiego
- Grupa Modlitewna Taize
- Przyjaciele Radia Maryja
- Liturgiczna Służba Ołtarza
- Ruch Światło-Życie
- Oaza Rodzin
- Odnowa w Duchu Świętym
- Parafialna Rada Duszpasterska
- Schola dziecięca
- Teatr "Kefas"
- Zespół Charytatywny.